# Hangsvart
Aimeric „Hangsvart“ Lerat (* 1991) ist ein in Toulouse aufgewachsener französischer Sänger und Musiker.

## Werdegang
Der anhaltend unter dem Pseudonym „Hangsvart“ (schwedisch Schwarzes Hängen) agierende Aimeric Lerat, wurde durch das von ihm initiierte Funeral-Doom-Projekt Abysmal Growls of Despair bekannt. Eigenen Angaben zufolge begann er 2007, nachdem ihm eine Schizophrenie diagnostiziert wurde, Musik zu schreiben. Das Ausmaß der Symptome seiner Schizophrenie beschreibt er als „schreckliche“ Halluzinationen von einer „Welt toter Kreaturen, Ghule, Gargoyles, toter Babys und riesiger Monster“. Hinzukommend benennt er Derealisation, Depersonalisation, eine ausgeprägte Depression und autistische Rückzüge als weitere Facetten seiner Erkrankung. Aus der Erkrankung heraus beschreibt „Hangsvart“ sich selbst als Unfähig einer regelmäßigen Arbeit oder einem Studium nachzukommen.

“I’m alone the most of time. So must of my time is about music, writing, reading.”

„Ich bin die meiste Zeit allein. In meiner Zeit geht es also überwiegend um Musik, Schreiben und Lesen.“

Seither brachte er sich in einer Vielzahl an Projekten mit unterschiedlichen Stilen ein. Internationale Kooperationen als Sänger ging er, wie für das Album Funeral Impressions der italienischen Band Restless, gelegentlich als Erwerbsmusiker ein. Neben Abysmal Growls of Despair agiert er in den Funeral-Doom-Bands Arrant Saudade, Plagueprayer und Ancient Lament, den Drone-Doom-Projekten Catacombed und Low Cave Sounds, dem Death-Doom-Projekt Ursus Horribilis, der Gothic-Metal-Band Moan sowie dem Dark-Ambient-Projekt Caelum Natus Ex Mortuus.

## Stil
„Hangsvart“ beschreibt sich selbst als keinen guten Musiker. Seine Musik sei überwiegend an einer zu transportierenden Atmosphäre orientiert und verdeutliche nur sein emotionale Verfassung. Als Gesang nutzt er zumeist ein tiefes Growling. Dabei beherrscht und nutzt er auch weiter Techniken. Spezialisiert ist er auf Untertongesang, unterschiedliche Varianten des gutturalen Gesangs, wie Growling, Screaming und Shouting. Das Album Ladaraan Ognash, Betlharn Molgaroth von Abysmal Growls of Despair basiert ausschließlich auf seinem Gesang. Instrumentierungen ließ „Hangsvart“ hierbei aus. Die von ihm komponierte Musik ist häufig repetitiv, sein Gitarrenspiel ist durch stark verzerrte Gitarrenriffs gekennzeichnet.

## Diskografie (Auswahl)
Mit Abysmal Growls of Despair
Mit Ancient Lament
Mit Arrant Saudade
Mit Catacombed
Mit Hangvart
- 2013: Absences Nocturnes (EP, Selbstverlag)

Mit Low Cave Sounds
Mit Plagueprayer
Mit Restless
Mit Scorched Earth
- 2018: Scorched Earth (EP, Selbstverlag)

Mit Ursus Horribilis
- 2014: First Corpse (EP, Selbstverlag)
- 2014: Wald (EP, Selbstverlag)
- 2015: The Mist (Album, Selbstverlag)
- 2016: Innate Cannibalistic Dementia (Album, Selbstverlag)
- 2016: Intestinal Swamp of the Gutted (Album, Selbstverlag)

Gastauftritte
- 2016: Koprotopsy: Ressurection of the Shaman auf Eternal Extinction (Album, Selbstverlag)
- 2021: Opera Diabolicus: Darkest Doom on the Brightest of Days auf Death on a Pale Horse (Album, Season of Mist)